# 平塚総合体育館
平塚総合体育館は、神奈川県平塚市のほぼ中央にある平塚市立の都市公園・平塚市総合公園内にある体育館である。西棟の温水プールは日水連50m公認プール。
第53回国民体育大会（かながわ・ゆめ国体）では卓球競技の会場として使用された。

## 命名権
2014年、地元平塚に本社を置く株式会社特別警備保障が施設命名権を取得し、4月1日からは「トッケイセキュリティ平塚総合体育館」の呼称が使われている。

## バスケットボール開催
男子Bリーグに所属する横浜ビー・コルセアーズの準ホームアリーナ、同じくBリーグに所属する川崎ブレイブサンダース、B3リーグ所属の横浜エクセレンス、湘南ユナイテッドBC、女子Wリーグに所属する富士通レッドウェーブのホームゲーム会場として使用している。

### 横浜ビー・コルセアーズ
- 2011-12シーズン：公式戦4試合
- 2012-13シーズン：公式戦8試合
- 2013-14シーズン：公式戦8試合
- 2014-15シーズン：公式戦10試合
- 2015-16シーズン：公式戦10試合
- 2016-17シーズン：公式戦2試合
- 2017-18シーズン：公式戦2試合

2011-12・12-13シーズンに横浜が3位・4位となった場合、プレイオフ・カンファレンスファーストステージ(地区1回戦)を、当体育館で開催する予定となっていた
。しかしいずれのシーズンにおいても横浜は2位となり、プレイオフ・カンファレンスセミファイナルからの出場となったため、当体育館での試合はなく、プレイオフは横浜文化体育館で開催された。

### 川崎ブレイブサンダース
- 2013-14シーズン：公式戦2試合

### 横浜エクセレンス
- 2021-21シーズン：公式戦2試合
- 2022-23シーズン：公式戦2試合

### 湘南ユナイテッドBC
- 2022-23シーズン：公式戦2試合

## エピソード
人気バスケ漫画スラムダンクにも当体育館が登場している
。